# 2016 RK17
2016 RK17 ist ein erdnaher Asteroid vom Amor-Typ, der am 5. September 2016 im Rahmen des Mount Lemmon Survey entdeckt wurde.